# Lars-Henrik Walther
Dominik Klein, né le 21 avril 1968 à Fürstenfeldbruck, est un ancien joueur allemand de handball, évoluant au poste de pivot.

## Palmarès

### Club
Compétitions internationales
- Vainqueur de la Coupe d'Europe des vainqueurs de coupe (1) : 1991
- Finaliste de la Coupe d'Europe des vainqueurs de coupe (2) : 1992
- Finaliste de la Coupe de l'EHF (1) : 2006

Compétitions nationales
- Vainqueur de la Supercoupe d'Allemagne (2) : 1998, 2002
- Vainqueur de la Coupe d'Allemagne (1) : 2002